# مايكروسوفت أوفيس
مايكروسوفت أوفيس (بالإنجليزية: Microsoft Office)‏ هي حزمة مكتبية من إنتاج شركة مايكروسوفت للبرمجيات. تضم مجموعة من البرامج المكتبية كبرنامج تحرير النصوص وبرنامج قواعد البيانات وبرنامج العروض التقديمية وبرنامج القوائم المحاسبية وغيرها.
أوفيس عبارة عن مجموعة من برامج العميل وبرامج الخادم والخدمات التي طورتها مايكروسوفت. تم الإعلان عنه لأول مرة من قبل بيل جيتس في 1 أغسطس، 1988، في المعرض التجاري كمدكس في لاس فيغاس. في البداية مصطلح تسويقي لمجموعة برمجيات مكتبية (مجموعة مجمعة من تطبيقات الإنتاجية). احتوى الإصدار الأول من أوفيس على مايكروسوفت وورد ومايكروسوفت إكسل ومايكروسوفت باوربوينت. على مر السنين، تطورت تطبيقات أوفيس بشكل كبير مع الميزات المشتركة مثل المدقق الإملائي وتكامل بيانات (ربطها وتضمينها) ولغة البرمجة النصية فيجوال بيسك للتطبيقات. تضع مايكروسوفت أيضًا أوفيس كمنصة تطوير لبرامج خط الأعمال تحت العلامة التجارية «أوفيس تطبيقات أعمال». في 10 يوليو 2012، ذكرت شركة سوفت بيديا أن أوفيس يستخدم من قبل أكثر من مليار شخص في جميع أنحاء العالم.
يتم إنتاج أوفيس في عدة إصدارات تستهدف مختلف المستخدمين النهائيين وبيئات الحوسبة. الإصدار الأصلي والأكثر استخدامًا هو إصدار سطح المكتب، وهو متاح لأجهزة الكمبيوتر التي تعمل بنظامي التشغيل ويندوز و"ماك أو إس". تحتفظ مايكروسوفت أيضًا بتطبيقات الأجهزة المحمولة لنظامي التشغيل أندرويد وآي أو إس. أوفيس هو إصدار من البرنامج يتم تشغيله داخل مستعرض الويب منذ أوفيس 2013، روجت مايكروسوفت لـ "أوفيس 365" باعتباره الوسيلة الأساسية للحصول على مايكروسوفت أوفيس: فهو يسمح باستخدام البرامج والخدمات الأخرى على شكل "أعمال الاشتراك"، ويتلقى المستخدمون تحديثات الميزات للبرنامج طوال فترة الاشتراك، بما في ذلك الميزات الجديدة وتكامل الحوسبة السحابية التي لم يتم تضمينها بالضرورة في الإصدارات "المحلية" من أوفيس المباعة بموجب شروط الترخيص التقليدية. في عام 2017، تجاوزت الإيرادات من "أوفيس 365" مبيعات التراخيص التقليدية
إصدار سطح المكتب المحلي.
تقوم الشركة بإضافة نسخ مطورة من البرنامج آخرها أوفيس 2019 وهي من أهم برامج الشركة حتى الآن. تم إصداره في 24 سبتمبر 2018.

## المحتويات أوفيس

### التطبيقات والخدمات الأساسية

#### مايكروسوفت وورد
مخصص لمعالجة النصوص بحيث يتيح إدخال النصوص بصيغة إلكترونية على وثائق افتراضية ومن ثم معالجتها وإخراجها بالشكل المطلوب هو أحد برامج معالجة النصوص الذي يعمل تحت برامج ويندوز، والذي يتميز بعدة مميزات منها القيام بمعالجة النصوص العربية والإنجليزية والعمل على أكثر من مستند في وقت واحد كما أنه يقوم بالتحكم في أنواع الخطوط وأحجامها وتنسيق الفقرات والصفحات وإدراج الجداول والرسومات البيانية وغيرها من التطبيقات والمميزات الأخرى.
مايكروسوفت وورد معالج كلمات مضمن في مايكروسوفت أوفيس وبعض إصدارات مايكروسوفت ووركس التي تم إيقافها الآن. كان الإصدار الأول من وورد، الذي تم إصداره في خريف عام 1983، مخصصًا لنظام التشغيل «إم إس-دوس» وقدم فأرة الكمبيوتر لمزيد من المستخدمين. يمكن شراء وورد 1.0 باستخدام فأرة مجمعة، على الرغم من عدم الحاجة إلى أي منها. باتباع سوابق «أبل ليزا» و«ماك رايت»، حاول وورد لـ«ماكنتوش» إضافة ميزات «ما تراه هو ما تحصل عليه» إلى الحزمة الخاصة به. تم إصدار وورد ماك في عام 1985. كان وورد لـ ماك أول إصدار رسومي من مايكروسوفت وورد. في البداية، قام بتطبيق تنسيق «.دوك» الخاص باعتباره التنسيق الأساسي. ومع ذلك، فقد قام وورد 2007 بإهمال هذا التنسيق لصالح «أوفيس أوبن إكس إم إل»، والذي تم توحيده لاحقًا من طرف منظمة المعايير «إي سي أم أي الدولية» كصيغة مفتوحة. تم تقديم دعم صيغة المستندات المنقولة (بي دي إف) وأوبن ديكيومنت (أو دي إف) لأول مرة في وورد لـ ويندوز مع حزمة الخدمات 2 لـ وورد 2007.

#### إكسل
مخصص للعمليات الحسابية وجداول البيانات والعمليات الرياضية والرسوم البيانية، وكذلك يمكن استخدامه كقاعدة بيانات بسيطة.
محرر جداول بيانات مايكروسوفت إكسل  تنافس في الأصل مع لوتس 1-2-3. أصدرت مايكروسوفت الإصدار الأول من إكسل لنظام التشغيل «ماك أو إس» في عام 1985 وأول إصدار من ويندوز (تم ترقيمه 2.05 ليتوافق مع نظام تشغيل الماك) في نوفمبر 1987.

#### باوربوينت
مخصص للعروض التقديمية يمكنك تنسيق وتعديل العروض ووضع صور وتحريك الكلام بضغطة زر وتحريك الشرائح. هو برنامج من ضمن مجموعة Microsoft office يهتم بالكتاب وفق شرائح تقدم بالنقر المتتالي أو بشكل آلي ويستغل هذا البرنامج كالباقي من خلال القائمة.
أصبح «مايكروسوفت باوربوينت» أحد مكونات مجموعة مايكروسوفت أوفيس، التي تم تقديمها لأول مرة في عام 1989 لنظام التشغيل ماكنتوش  وفي عام 1990 لنظام التشغيل ويندوز،  والذي ضم العديد من تطبيقات مايكروسوفت. بدءًا من باوربوينت 4.0 (1994)، تم دمج باوربوينت في تطوير مايكروسوفت أوفيس، واعتمد مكونات مشتركة مشتركة وواجهة مستخدم متقاربة.

#### مايكروسوفت ون نوت
مايكروسوفت ون نوت: برنامج تدوين الملاحظات يجمع الملاحظات المكتوبة بخط اليد أو المكتوبة والرسومات ولقطات الشاشة والتعليقات الصوتية. وهو مبني لكي يساعد في ترتيب وحفظ البيانات الكتابية والملخصات والخواطر والملاحظات وما غير ذلك.. يمكن مشاركة الملاحظات مع مستخدمي ون نوت الآخرين عبر الإنترنت أو الشبكة. تم تقديم ون نوت في البداية كتطبيق مستقل لم يتم تضمينه في أي إصدار من مايكروسوفت أوفيس 2003. ومع ذلك، أصبح «ون نوت» في النهاية مكونًا أساسيًا في مايكروسوفت أوفيس؛ مع إصدار مايكروسوفت أوفيس 2013، تم تضمين «ون نوت» في جميع عروض مايكروسوفت أوفيس. يتوفر «ون نوت» أيضًا كتطبيق ويب (أوفيس) على الويب، وتطبيق مجاني (ولاحقًا مجانيًا) لسطح المكتب من ويندوز، وتطبيق جوال لنظام ويندوز فون، وآي أو إس، وأندرويد، و«سيمبيان».

#### مايكروسوفتآوتلوك
منظم معلومات شخصية تستطيع التحكم الكامل بالبريد وتستطيع جلب الرسائل إلى بريدك دون الحاجة للذهاب لموقع موفر خدمة البريد بالإضافة لإمكانية تشفير رسائلك إلى 168 Bits.. وإضافة توقيعك الرقمي عليها.
مايكروسوفت آوتلوك، (يجب عدم الخلط بينه وبين «آوتلوك إكسبرس» أو «آوتلوك.كوم» أو «آوتلوك على الويب»): مدير معلومات شخصية يستبدل «ويندوز مِيساجِن» و«مايكروسوفت ميل» وبرنامج إدارة الوقت «مايكروسوفت شجو +»  بدءًا من مايكروسوفت أوفيس 97 ؛ يتضمن عميل البريد الإلكتروني والتقويم ومدير المهام ودفتر العناوين. في نظام التشغيل «ماك أو إس»، قدمت مايكروسوفت عدة إصدارات من آوتلوك في أواخر التسعينيات، ولكن فقط للاستخدام مع مايكروسوفت إكستشينج سيرفر. في أوفيس 2001، قدم تطبيقًا بديلاً بمجموعة ميزات مختلفة قليلاً تسمى «مايكروسوفت أنتورايج - حاشية مايكروسوفت». أعادت تقديم «آوتلوك» في أوفيس 2011، لتحل محل «أنتورايج». علما أن مايكروسوفت أنتورايج عميل بريد إلكتروني ومدير معلومات شخصية (إلكتروني) متوقفان تم تطويرهما بواسطة مايكروسوفت لنظام التشغيل ماك أو إس 8.5 والإصدارات الأحدث.

#### مايكروسوفت ون درايف
مايكروسوفت ون درايف: خدمة استضافة الملفات من مايكروسوفت، تتيح للمستخدمين رفع ومزامنة الملفات إلى سحابة التخزين ومن ثم الوصول إليها لاحقًا من خلال متصفح ويب أو جهاز محلي أو جهاز محمول.

#### سكايب للأعمال
سكايب للأعمال عميل اتصالات متكامل للمؤتمرات والاجتماعات في الوقت الفعلي، وهو تطبيق مايكروسوفت أوفيس لسطح المكتب الوحيد الذي لا يكون مفيدًا بدون بنية أساسية مناسبة للشبكة ولا يحتوي على بادئة «مايكروسوفت» في اسمه.

#### مايكروسوفت تيمز
مايكروسوفت تيمز نظام أساسي يجمع بين الدردشة والاجتماعات والملاحظات والمرفقات في مكان العمل. أعلنت مايكروسوفت أن تيمز ستحل في النهاية محل سكايب للأعمال.

### تطبيقات ويندوز فقط

#### بوبليشر
مايكروسوفت بوبليشر تطبيق النشر المكتبي لنظام التشغيل ويندوز يستخدم في الغالب لتصميم الكتيبات والملصقات والتقويمات وبطاقات المعايدة وبطاقات العمل والرسائل الإخبارية وموقع الويب والبطاقات البريدية.

#### بروجكت
مايكروسوفت بروجكت تطبيق إدارة مشروع لنظام ويندوز لتتبع الأحداث وإنشاء مخططات الشبكة ومخططات غانت، غير مجمعة في أي مجموعة أوفيس. وهو برنامج لتخطيط المشروعات وعمل جدول زمني يوضح مسار العمل من البداية للنهاية ونسبة كل مرحلة فيه.

#### فيزيو
مايكروسوفت فيزيو تطبيق رسم تخطيطي ومخطط انسيابي لنظام التشغيل ويندوز غير مجمع في أي مجموعة أوفيس. يقوم فيزيو بتبسيط ونقل المعلومات المعقدة مع الرسومات التخطيطية المرتبطة بالبيانات التي يمكنك إنشاؤها ببضع نقرات فقط. وأصبحت عملية إنشاء رسومات تخطيطية ولا أبسط. سواء أردت عرض معلومات بسرعة ضمن مخطط انسيابي وضعت أفكاره على لوح معلومات، أو تعيين شبكة لتقنية المعلومات، أو إنشاء مخطط هيكلي، أو توثيق عملية خاصة بالمؤسسة أو رسم مخطط طوابق.

#### أكسس
برنامج لإدارة قواعد البيانات مايكروسوفت أكسس (بالإنجليزية: Microsoft Access)‏ هو برنامج لإدارة قواعد البيانات من تطوير شركة مايكروسوفت. يأتي البرنامج مرافقا لحزم مايكروسوفت أوفيس Microsoft Office كجزء منها وله واجهة رسومية. أكسس نظام إدارة قواعد البيانات لنظام ويندوز الذي يجمع بين «مايكروسوفت جات محرك قاعدة البيانات العلائقي» و«واجهة مستخدم رسومية» و«أدوات تطوير البرامج». يقوم مايكروسوفت أكسس بتخزين البيانات بالتنسيق الخاص به استناداً إلى مشغل قاعدة بيانات «أكسس جات». يمكنه أيضًا استيراد البيانات المخزنة في التطبيقات وقواعد البيانات الأخرى أو الارتباط بها مباشرةً. كانت هناك عدة إصدارات للبرنامج، فأولها كان مع أوفيس 97 ثم أوفيس 2000 وأوفيس 2003 وأوفيس 2007 وأوفيس 2010 وأوفيس 2013 وأوفيس 2016 وآخر إصدار أوفيس 2019.

### تطبيقات الجوال فقط

#### أوفيس
أوفيس تطبيق أوفيس موحد للأجهزة المحمولة لنظامي التشغيل أندرويد وآي أو إس، والذي يجمع بين وورد وإكسل وباوربوينت في تطبيق واحد ويقدم إمكانات جديدة مثل تدوين الملاحظات السريعة وتوقيع ملفات «صيغة المستندات المنقولة» ومسح رموز الاستجابة السريعة ونقل الملفات.

#### أوفيس لانس
أوفيس لانس ماسح ضوئي للصور محسن للأجهزة المحمولة. يلتقط المستند (مثل بطاقة العمل والورق واللوح الأبيض) عبر الكاميرا ثم يقوم بتصويب جزء المستند في الصورة. يمكن تصدير النتيجة إلى وورد أو «مايكروسوفت ون نوت» أو باوربوينت أو آوتلوك أو حفظها في مايكروسوفت "ون درايف" أو إرسالها عبر البريد أو وضعها في مكتبة الصور.

#### أوفيسروموت
يحول «أوفيس روموت» الجهاز المحمول إلى جهاز تحكم عن بعد لإصدارات سطح المكتب من وورد وإكسل وباوربوينت.

### تطبيقات الخادم

#### مايكروسوفت شير بوينت
مايكروسوفت شير بوينت خادم التعاون.
يعمل على تنظيم الوثائق والسجلات داخل المنظمات والمؤسسات الكبيرة كما يعمل على ربط فروع المؤسسة ببعضها البعض لتسهيل عمليات التفاعل حول الوثائق والسجلات والمعلومات بين أفراد المؤسسة، كذلك يدعم هذا الخادم ميزات إدارة المحتويات، ويمكن بناء إجراءات العمل أو محركات سير العمل لأتمتة المهام، بالإضافة لتوفير نقطة دخول مركزية لجميع معلومات المؤسسة الأساسية.
- خدمات اكسل
- خدمات نماذج «أنفوباث»- إنفو باث

يستعمل لتطوير استمارات دخول البيانات أساسها إكس إم إل. يساعد برنامج InfoPath 2007 على جمع المعلومات بكفاءة من خلال النماذج الديناميكية الغنية بالميزات. حيث يمكن بسهولة إعادة استخدام المعلومات التي تم جمعها خلال المؤسسات وعبر عمليات الأعمال وذلك لأن InfoPath 2007 يستخدم معيار XML ومعايير أخرى للتكامل مع البنية الأساسية الحالية الخاصة بك.
- خادم مايكروسوفت بروجكت: خادم إدارة المشاريع
- خادم بحث مايكروسوفت

#### خادم سكايب للأعمال
خادم سكايب للأعمال خادم اتصالات في الوقت الفعلي للمراسلة الفورية ومهاتفة فيديوية ومؤتمرات الفيديو.

#### مايكروسوفت «إكستشينج سيرفر»
مايكروسوفت إكستشينج سيرفر خادم بريد وخادم تقويم.

### خدمات الويب
- مايكروسوفت سواي: تطبيق ويب للعرض التقديمي تم إصداره في أكتوبر 2014. ويحتوي أيضًا على تطبيق أصلي لنظامي التشغيل آي أو إس وويندوز 10.
- «دالف»: يسمح لمستخدمي «أوفيس 365» بالبحث عن رسائل البريد الإلكتروني والاجتماعات وجهات الاتصال والشبكات الاجتماعية والمستندات المخزنة على مايكروسوفت «ون درايف» أو المواقع في «أوفيس 365» وإدارتها. يستخدم «دالف» التعلم الآلي والذكاء الاصطناعي[32][33][34] لمحاولة إظهار أكثر الأشخاص ذوي الصلة والمحتوى. في أبريل 2015، أطلقت مايكروسوفت إصدارًا للجوال من أوفيس «دالف» في آب ستور وجوجل بلاي للمستخدمين الذين لديهم اشتراك في أوفيس 365.[35]
- مايكروسوفت فورمس: منشئ الاستطلاع عبر الإنترنت، متاح لمشتركي «أوفيس 365» للتعليم.
- مايكروسوفت «ما يتعين القيام به»: خدمة إدارة المهام.[36][37]
- أوت لوك.كوم: بريد ويب مجاني بواجهة مستخدم تشبه مايكروسوفت آوتلوك.[38][39]
- أوت لوك على الويب: مشابه لـ «آوت لوك.كوم» ولكنه أكثر شمولاً ومتاح فقط من خلال عروض «أوفيس 365» ومايكروسوفت "إكستشينج سيرفر".[40]
- مايكروسوفت بلانر: تطبيق تخطيط متاح على نظام مايكروسوفت «أوفيس 365» الأساسي.[41]
- مايكروسوفت ستريم: خدمة مشاركة فيديو للشركات لمستخدمي المؤسسات الذين لديهم ترخيص «أوفيس 365» أكاديمي أو مؤسستي.[42][43][44]
- حجوزات مايكروسوفت: تطبيق حجز موعد على منصة مايكروسوفت «أوفيس 365».[45][46]

## مكتب على الويب
أوفيس على الويب هو إصدار ويب مجاني وخفيف الوزن من مايكروسوفت أوفيس ويتضمن بشكل أساسي ثلاثة تطبيقات ويب: وورد وإكسل وباوربوينت. يتضمن العرض أيضًا «أوت لوك.كوم» و«مايكروسوفت ون نوت» و«مايكروسوفت ون درايف» والتي يمكن الوصول إليها من خلال مبدل تطبيق موحد. يمكن للمستخدمين تثبيت الإصدار المحلي من هذه الخدمة، المسمى أوفيس أونلاين، في سحابة خاصة بالتزامن مع «مايكروسوفت شير بوينت» و«مايكروسوفت إكستشينج سيرفر» و«مايكروسوفت سكايب لأعمال الخادم».
يمكن لكل من وورد وإكسل وباوربوينت «على الويب» فتح ملفات «أوفيس أوبن إكس إم إل» وتعديلها وحفظها (docx وxlsx وpptx) بالإضافة إلى ملفات أوبن ديكيومنت (odt وods وodp). يمكنهم أيضًا فتح تنسيقات ملفات أوفيس القديمة (doc، xls، ppt)، ولكن سيتم تحويلها إلى تنسيقات «أوبن إكس إم إل الأحدث» إذا كان المستخدم يرغب في تحريرها عبر الإنترنت. لا يمكن فتح التنسيقات الأخرى في تطبيقات المستعرض، مثل الملفات النصية ذات الصيغة مفتوحة CSV في إكسل أو أتش تي أم أل في وورد، ولا يمكن فتح ملفات أوفيس المشفرة بكلمة مرور. يمكن فتح الملفات التي تحتوي على وحدات ماكرو في تطبيقات المستعرض، ولكن لا يمكن الوصول إلى وحدات الماكرو أو تنفيذها. بدءًا من يوليو 2013، يمكن لـ وورد تقديم مستندات بي دي أف أو تحويلها إلى مستندات مايكروسوفت وورد، على الرغم من أن تنسيق المستند قد ينحرف عن المستند الأصلي. منذ نوفمبر 2013، دعمت التطبيقات ملفات التأليف المشترك والحفظ التلقائي في الوقت الفعلي.
يفتقر «أوفيس على الويب» إلى عدد من الميزات المتقدمة الموجودة في إصدارات «سطح المكتب الكاملة» من أوفيس، بما في ذلك الافتقار إلى برامج أكسس وبوبليشر بالكامل. ومع ذلك، يمكن للمستخدمين تحديد الأمر «فتح في تطبيق سطح المكتب» الذي يعرض المستند في إصدار سطح المكتب من أوفيس على جهاز الكمبيوتر أو الجهاز للاستفادة من الميزات المتقدمة هناك.
تتضمن مستعرضات الويب المدعومة مايكروسوفت إيدج وإنترنت إكسبلورر 11 وأحدث إصدارات فايرفوكس أو جوجل كروم، بالإضافة إلى سفاري لنظام التشغيل ماك أو إس إكس ماونتين ليون أو أحدث.
يتوفر«الإصدار الشخصي» من «أوفيس على الويب» لعامة الناس مجانًا باستخدام حساب مايكروسوفت عبر موقع «أوفيس.كوم» على الويب (الذي حل محل سكي درايف)، وارك سبايس أوفيس لايف (مساحة عمل أوفيس على المباشر)، التي حلت محلها ون درايف. تتوفر الإصدارات التي تديرها المؤسسة من خلال «أوفيس 365». في فبراير 2013، تمت إضافة القدرة على عرض الملفات وتحريرها على «سكي درايف» دون تسجيل الدخول. يمكن أيضًا تثبيت الخدمة بشكل خاص في بيئات المؤسسات كتطبيق مايكروسوفت «شير بوينت»، أو من خلال خادم «تطبيقات الويب المكتبية». تقدم مايكروسوفت أيضًا تطبيقات ويب أخرى في مجموعة أوفيس، مثل أوت لوك على الويب (آوتلوك ويب أكسس)  وسكايب ويب للأعمال (المعروف سابقًا باسم أوفيس متصل - ويب أكسس) وبروجكت تطبيق ويب (بروجكت ويب أكسس سابقًا). بالإضافة إلى ذلك، تقدم مايكروسوفت خدمة تحت اسم «أونلاين دوك فيور» لعرض مستندات أوفيس على موقع ويب عبر أوفيس على الويب.
تتوفر ملحقات مجانية لاستخدام أوفيس على الويب مباشرةً في جوجل كروم ومايكروسوفت إيدج.

## السمات المشتركة
تستخدم معظم إصدارات الخاصة بأوفيس (بما في ذلك أوفيس 97 والإصدارات الأحدث) مجموعة أدوات التحكم بواجهة المستخدم الخاصة بها ولا تتطابق تمامًا مع نظام التشغيل الأصلي. يتجلى ذلك بشكل أكبر في مايكروسوفت أوفيس إكس بي و2003، حيث تم استبدال القوائم القياسية بقائمة ملونة، مسطحة المظهر، مظللة. غالبًا ما تؤثر واجهة المستخدم الخاصة بإصدار معين من مايكروسوفت أوفيس بشكل كبير على الإصدار اللاحق من مايكروسوفت ويندوز. على سبيل المثال، تمت إضافة شريط الأدوات والأزرار الملونة والشكل ثلاثي الأبعاد باللون الرمادي الخاصة بأوفيس 4.3 إلى ويندوز 95، وتم دمج الشريط، الذي تم تقديمه في أوفيس 2007، في العديد من البرامج المجمعة مع ويندوز 7 والإصدارات الأحدث. في عام 2012، قام أوفيس 2013 بنسخ التصميم المسطح الذي يشبه الصندوق لنظام التشغيل ويندوز 8.
يمكن لمستخدمي مايكروسوفت أوفيس الوصول إلى البيانات الخارجية عبر مواصفات الاتصال المحفوظة في ملفات اتصال بيانات أوفيس (.odc).
يستخدم كل من ويندوز وأوفيس حزم الخدمة لتحديث البرامج. كان لدى أوفيس إصدارات خدمة غير تراكمية، والتي تم إيقافها بعد إصدار «الخدمة 1» لأوفيس 2000.
غالبًا ما احتوت الإصدارات السابقة من مايكروسوفت أوفيس على إيستر إيغ. على سبيل المثال، يحتوي «إكسل 97» على محاكي طيران وظيفي بشكل معقول.

## تنسيقات الملفات والبيانات الوصفية
استخدم مايكروسوفت أوفيس قبل أوفيس 2007 تنسيقات ملفات خاصة تستند إلى تنسيق OLE المركب للملف الثنائي. أجبر هذا المستخدمين الذين يشاركون البيانات على تبني نفس النظام الأساسي للبرنامج. في عام 2008، أتاحت مايكروسوفت الوثائق الكاملة لتنسيقات المكتب الثنائي مجانًا للتنزيل ومنحت أي حقوق براءات اختراع محتملة لاستخدام أو تنفيذ تلك التنسيقات الثنائية مجانًا بموجب وعد المواصفات المفتوحة. في السابق، كانت مايكروسوفت توفر هذه الوثائق مجانًا ولكن عند الطلب فقط.
بدءًا من أوفيس 2007، كان تنسيق الملف الافتراضي عبارة عن إصدار من «أوفيس أوبن إكس إم إل»، على الرغم من اختلافه عن التنسيق القياسي والمنشور من طرف «إي سي أم أي الدولية» والمنظمة الدولية للمعايير / اللجنة الكهروتقنية الدولية. منحت مايكروسوفت حقوق براءات الاختراع لتقنية التنسيقات بموجب وعد المواصفات المفتوحة وأتاحت محولات مجانية قابلة للتنزيل للإصدارات السابقة من مايكروسوفت أوفيس بما في ذلك أوفيس 2003 ومايكروسوفت أوفيس إكس بي وأوفيس 2000  وأوفيس 2004 لنظام التشغيل «ماك أو إس إكس».توجد تطبيقات الجهات الخارجية لـ أوفيس أوبن إكس إم إل المفتوحة على نظام ويندوز (ليبر أوفيس، جميع الأنظمة الأساسية)، ونظام «ماك أو إس» (آي وورك '08، ونيو أوفيس، وليبر أوفيس) ولينكس (ليبر أوفيس وأوبن أوفيس.أورج.3.0). بالإضافة إلى ذلك، يدعم أوفيس 2010 وحزمة الخدمات 2 لـ أوفيس 2007 وأوفيس 2016 لـ ماك تنسيق أوبن ديكيومنت لفتح المستندات وحفظها - يتم دعم أوبن ديكيومنت 1.0 القديم (معيار المنظمة الدولية للمعايير / اللجنة الكهروتقنية الدولية 2006) فقط، وليس الإصدار 1.2 (معيار المنظمة الدولية للمعايير / اللجنة الكهروتقنية الدولية 2015).
توفر مايكروسوفت القدرة على إزالة البيانات الوصفية من مستندات أوفيس. كان هذا ردًا على الحوادث التي تم الإعلان عنها بشكل كبير حيث تم تسريب بيانات حساسة حول مستند عبر البيانات الوصفية الخاصة به. تم توفير إزالة البيانات الوصفية (خصوصية) لأول مرة في عام 2004، عندما أصدرت مايكروسوفت أداة تسمى إزالة البيانات الإضافية المخفية لبرنامج أوفيس 2003 / إكس بي لهذا الغرض. تم دمجه مباشرة في أوفيس 2007 في ميزة تسمى «مفتش الوثائق - أنسبكتر دكيمن».

## التمدد
الميزة الرئيسية لمجموعة أوفيس هي قدرة المستخدمين والشركات التابعة لجهات خارجية (شركة طرف ثالث) على كتابة وظائف إضافية (ومكونات إضافية) تعمل على توسيع إمكانيات التطبيق عن طريق إضافة أوامر مخصصة وميزات متخصصة. إحدى الميزات الجديدة هي متجر أوفيس. يمكن تنزيل المكونات الإضافية والأدوات الأخرى من طرف المستخدمين. يمكن للمطورين جني الأموال عن طريق بيع تطبيقاتهم في متجر أوفيس. يتم تقسيم الإيرادات بين المطور ومايكروسوفت حيث يحصل المطور على 80٪ من الأموال. يستطيع المطورون مشاركة التطبيقات مع جميع مستخدمي أوفيس.
ينتقل التطبيق مع المستند، وعلى المطور أن يقرر ما سيراه المستلم عند فتحه. سيكون لدى المستلم خيار تنزيل التطبيق من متجر أوفيس مجانًا أو بدء إصدار تجريبي مجاني أو توجيهه إلى الدفع. باستخدام القدرات السحابية لأوفيس، يمكن لقسم تكنولوجيا المعلومات إنشاء مجموعة من التطبيقات لموظفي الأعمال من أجل زيادة إنتاجيتهم. عندما يذهب الموظفون إلى متجر أوفيس، سيرون تطبيقات شركتهم ضمن «مؤسستي». ستظهر التطبيقات التي قام الموظفون بتنزيلها شخصيًا ضمن «تطبيقاتي». يمكن للمطورين استخدام تقنيات الويب مثل إتش تي إم إل 5 وإكس أم أل وسي أس أس 3 وجافا سكريبت وواجهات برمجة التطبيقات لبناء التطبيقات. تطبيق أوفيس هو صفحة ويب مستضافة داخل تطبيق عميل أوفيس. يمكن للمستخدم استخدام التطبيقات لتضخيم وظائف مستند أو رسالة بريد إلكتروني أو طلب اجتماع أو موعد. يمكن تشغيل التطبيقات في بيئات متعددة ومن خلال العديد من أسطح مكاتب العملاء، بما في ذلك العملاء الثريين (بأوفيس)، وتطبيقات أوفيس ويب، ومتصفحات الأجهزة المحمولة، وكذلك في أماكن العمل المحلية وفي السحابة. يختلف نوع الوظائف الإضافية المدعومة حسب إصدارات أوفيس:
- أوفيس 97 وما بعده (ويندوز دي أل أل القياسية)
- أوفيس 2000 وما بعده (وظائف واجهة التطبيق الثنائية سي أو أم - نموذج الكائن المكون- الإضافية)[73]
- مايكروسوفت أوفيس إكس بي وما بعده (وظائف الإضافية للتواصل بين العمليات - التشغيل الآلي لربط الكائنات (سي أو أم) وتضمينها)[74]
- أوفيس 2003 وما بعده (وظائف التعليمات البرمجية الإضافية المُدارة - حلول في إس تي أو)[75]

## حماية كلمة المرور
يحتوي مايكروسوفت أوفيس على ميزة أمان تتيح للمستخدمين تشفير مستندات أوفيس (وورد وإكسل وباوربوينت وأكسس وسكايب للأعمال) باستخدام كلمة مرور يوفرها المستخدم. يمكن أن تحتوي كلمة المرور على ما يصل إلى 255 حرفًا وتستخدم تشفير معيار التشفير المتقدم 128 بت افتراضيًا. يمكن أيضًا استخدام كلمات المرور لتقييد تعديل المستند أو ورقة العمل أو العرض التقديمي بأكمله. بسبب نقص تشفير المستندات، يمكن إزالة كلمات المرور هذه باستخدام برنامج تكسير تابع لجهة خارجية.

## سياسات الدعم
جميع إصدارات منتجات مايكروسوفت أوفيس قبل مايكروسوفت "أوفيس 2019" مؤهلة للحصول على دعم لمدة عشر سنوات بعد إصدارها، والتي تقوم خلالها مايكروسوفت بإصدار تحديثات أمان لإصدار المنتج وتوفر الدعم الفني المدفوع. تنقسم فترة العشر سنوات إلى مرحلتين كل منهما خمس سنوات: المرحلة الرئيسية والمرحلة الممتدة. أثناء المرحلة السائدة، قد توفر مايكروسوفت دعمًا تقنيًا مجانيًا محدودًا وتقوم بإصدار تحديثات غير متعلقة بالأمان أو تغيير تصميم المنتج. خلال المرحلة الممتدة، تتوقف الخدمات المذكورة. يتلقى «أوفيس 2019» 5 سنوات فقط من الدعم الأساسي وسنتين من الدعم الممتد.

## المنصات
تدعم مايكروسوفت أوفيس لأنظمة ويندوز و«ماك أو إس»، بالإضافة إلى إصدارات الأجهزة المحمولة لأنظمة ويندوز فون وأندرويد وآي أو إس. بدءًا من «ماك أوفيس 4.2»، يشترك إصداري «ماك أو إس» وويندوز في نفس تنسيق الملف (أوفيس) ويمكنهما التشغيل البيني. تم إسقاط دعم فيجوال بيسك لـ التطبيقات في مايكروسوفت أوفيس 2008 لنظام التشغيل ماك، ثم أعيد تقديمه في أوفيس لـ ماك 2011.
حاولت مايكروسوفت في منتصف التسعينيات نقل أوفيس إلى معالجات «حاسوب مجموعة تعليمات مخفضة» مثل إن إي سي / ميبس وآي بي إم / باور بي سي، لكنهم واجهوا مشاكل مثل الوصول إلى الذاكرة الذي يعوقه متطلبات محاذاة بنية البيانات. ومع ذلك، تم شحن مايكروسوفت وورد 97 وإكسل 97 لمنصة «دي إي سي ألفا». قد تكون الصعوبات في نقل أوفيس عاملاً في إيقاف ويندوز إن تي على الأنظمة الأساسية (بإستثناء إنتل).

## نموذج التسعير والإصدارات
تُباع تطبيقات وأجنحة مايكروسوفت أوفيس عبر منصات البيع بالتجزئة، والترخيص الجماعي للمؤسسات الكبيرة (بما في ذلك أيضًا «برنامج الاستخدام المنزلي». مما يسمح للمستخدمين في المؤسسات المشاركة بشراء تراخيص منخفضة التكلفة لاستخدامها على أجهزتهم الشخصية كجزء من إتفاقية الترخيص الجماعي لصاحب العمل).
في عام 2010، قدمت مايكروسوفت برنامجًا كنظام أساسي للخدمة يُعرف باسم «أوفيس 365»، لتوفير إصدارات مستضافة على السحابة من برنامج خادم أوفيس، بما في ذلك البريد الإلكتروني مايكروسوفت إكستشينج سيرفر وشير بوينت، على أساس الاشتراك (يتنافس على وجه الخصوص مع تطبيقات جوجل). بعد إصدار أوفيس 2013، بدأت مايكروسوفت في تقديم خطط «أوفيس 365» للسوق الاستهلاكية، مع إمكانية الوصول إلى برامج مايكروسوفت أوفيس على أجهزة متعددة مع تحديثات الميزات المجانية على مدى فترة الاشتراك، بالإضافة إلى خدمات أخرى مثل تخزين مايكروسوفت ون درايف.
قامت مايكروسوفت منذ ذلك الحين بالترويج لـ «أوفيس 365» باعتباره الوسيلة الأساسية لشراء مايكروسوفت أوفيس. على الرغم من أنه لا تزال هناك إصدارات «محلية» كل ثلاث سنوات تقريبًا، إلا أن التسويق من مايكروسوفت يؤكد أنها لا تتلقى ميزات جديدة أو الوصول إلى الخدمات الجديدة المستندة إلى السحابة حيث يتم إصدارها على عكس «أوفيس 365»، بالإضافة إلى المزايا الأخرى للعملاء وأسواق الشركات. تجاوزت إيرادات «أوفيس 365» مبيعات التراخيص التقليدية لـ أوفيس في عام 2017.

### إصدارات البيع بالتجزئة
يتوفر مايكروسوفت أوفيس في العديد من الإصدارات، والتي تعيد تجميع عدد معين من التطبيقات بسعر محدد. إصدارات البيع بالتجزئة الحالية مجمعة حسب الفئة:
- المنزل: المنزل والشخصية والمنزل والطالب.
- الأعمال: أعمال، أعمال (بيزنس) بريميوم، أساسيات الأعمال.
- المؤسسة: برو بليوس، E1، E3، E5
- تعليم

#### تسعير التعليم
يمكن لطلاب المرحلة الثانوية الحصول على «إصدار الجامعة» من اشتراك مايكروسوفت «أوفيس 365». يقتصر على مستخدم واحد وجهازين بالإضافة إلى أن سعر الاشتراك صالح لمدة أربع سنوات بدلاً من جهاز واحد فقط. بصرف النظر عن هذا، فإن إصدار الجامعة متطابق في ميزات إصدارالمنزل (بريميوم). هذه هي المرة الأولى التي لا تقدم فيها مايكروسوفت برامج مادية أو دائمة بالأسعار الأكاديمية، على عكس إصدارات الجامعة من أوفيس 2010 وأوفيس 2011 لنظام التشغيل ماك. بالإضافة إلى ذلك، قد يتلقى الطلاب المؤهلون لبرنامج جريم بارك تطبيقات مايكروسوفت أوفيس المستقلة المختارة مجانًا.

## نقد

### تنسيقات البيانات
تم انتقاد مايكروسوفت أوفيس في الماضي لاستخدامه تنسيقات ملفات احتكارية بدلاً من المعايير المفتوحة، مما يجبر المستخدمين الذين يشاركون البيانات على تبني نفس النظام الأساسي للبرنامج. ومع ذلك، في 15 فبراير 2008، قدمت مايكروسوفت الوثائق الكاملة لتنسيقات أوفيس الثنائية المتاحة مجانًا بموجب وعد المواصفات المفتوحة. أيضًا، تم توحيد تنسيق «أوفيس أوبن إكس إم إل»، وهو تنسيق المستند لأحدث إصدارات أوفيس لنظامي التشغيل ويندوز وماك، تحت كل من «إي سي أم أي الدولية» والمنظمة الدولية للمعايير. قامت «إي سي أم أي الدولية» بنشر مواصفات «أوفيس أوبن إكس إم إل» الخالية من حقوق الطبع والنشر ومنحت مايكروسوفت حقوق براءة الاختراع لتقنية التنسيقات بموجب وعد المواصفات المفتوحة وأتاحت محولات مجانية قابلة للتنزيل للإصدارات السابقة من مايكروسوفت أوفيس بما في ذلك أوفيس 2003 وأوفيس إكس بي وأوفيس 2000 وأوفيس 2004 لنظام التشغيل ماك. توجد تطبيقات الجهات الخارجية لـ «أوفيس أوبن إكس إم إل» على نظام ماك الأساسي (آي وورك 08) ولينكس (أوبن أوفيس.أورج 2.3 - إصدار نوفل فقط).

### يونيكود والنصوص ثنائية الاتجاه
كانت نقطة أخرى من الانتقادات التي واجهها مايكروسوفت أوفيس هي عدم وجود دعم في إصدارات ماك الخاصة به للغات يونيكود ولغات النص ثنائية الاتجاه، ولا سيما العربية والعبرية. تمت معالجة هذه المشكلة، التي كانت موجودة منذ الإصدار الأول في عام 1989، في إصدار 2016.

### خصوصية
في 13 نوفمبر 2018، خلص تقرير أطلقته حكومة هولندا إلى أن مايكروسوفت أوفيس 2016 و«أوفيس 365» لا يمتثلان «للنظام الأوروبي العام لحماية البيانات»، القانون الأوروبي الذي ينظم حماية البيانات والخصوصية لجميع المواطنين داخل وخارج منطقة الاتحاد الأوروبي والرابطة الأوروبية للتجارة الحرة. بدأ التحقيق من خلال ملاحظة أن مايكروسوفت لا تكشف أو تشارك علنًا أي بيانات تم جمعها حول مستخدمي برامجها. بالإضافة إلى ذلك، لا توفر الشركة لمستخدمي برامجها (أوفيس) خيارًا لإيقاف تشغيل بيانات التشخيص والقياس عن بُعد المرسلة إلى الشركة. وجد الباحثون أن معظم البيانات التي تجمعها برامج مايكروسوفت و«ترسلها إلى المنزل» هي بيانات تشخيصية. لاحظ الباحثون أيضًا أن مايكروسوفت «حاولت على ما يبدو جعل النظام متوافقًا مع اللائحة العامة لحماية البيانات من خلال تخزين مستندات أوفيس على خوادم مقرها في الاتحاد الأوروبي». ومع ذلك، اكتشفوا أن حزم البرامج جمعت بيانات إضافية تحتوي على معلومات خاصة بالمستخدم، تم تخزين بعضها على خوادم موجودة في الولايات المتحدة. استأجرت وزارة العدل الهولندية شركة خصوصية لفحص وتقييم استخدام منتجات مايكروسوفت أوفيس في القطاع العام. صرح باحثو شركة الخصوصية في منشورهم على مدونتهم: «تجمع مايكروسوفت بشكل منهجي بيانات على نطاق واسع حول الاستخدام الفردي لكل من وورد وإكسل وباوربوينت وآوتلوك. سراً، دون إبلاغ الناس». «لا تقدم مايكروسوفت أي خيار فيما يتعلق بكمية البيانات، أو إمكانية إيقاف تشغيل المجموعة، أو القدرة على رؤية البيانات التي يتم تجميعها، لأن دفق البيانات مشفر.»
وعلق الباحثون على عدم وجود حاجة لأن تقوم مايكروسوفت بتخزين معلومات مثل عناوين أي بي وعناوين البريد الإلكتروني، والتي يتم جمعها تلقائيًا من طرف البرنامج. وخلص الباحثون في التقرير النهائي لوزارة العدل الهولندية إلى أن «مايكروسوفت يجب ألا تخزن هذه البيانات الوظيفية المؤقتة، ما لم يكن الاحتفاظ بها ضروريًا للغاية، على سبيل المثال، لأغراض أمنية».
نتيجة لهذه الدراسة المتعمقة والاستنتاجات التي توصلت إليها، خلصت الهيئة التنظيمية الهولندية إلى أن مايكروسوفت انتهكت القانون العام لحماية البيانات (في العديد من التهم) بما في ذلك «الافتقار إلى الشفافية وتحديد الغرض، وعدم وجود أساس قانوني للمعالجة». قدمت مايكروسوفت للسلطات الهولندية «خطة تحسين» يجب أن تُرضي المنظمين الهولنديين بأنها «ستنهي كل الانتهاكات». تراقب الهيئة التنظيمية الهولندية الموقف وتقول إنه «إذا اعتبر التقدم غير كافٍ أو إذا كانت التحسينات المعروضة غير مرضية، فإنفرع مايكروسوفت س (في المنطقة) سيعيد النظر في موقفه وقد يطلب من» هيئة حماية البيانات«إجراء استشارة مسبقة وفرض تدابير إنفاذ». عندما طُلب من أحد منشورات متخصصي تكنولوجيا المعلومات الحصول على إجابة، صرح متحدث باسم مايكروسوفت: «نحن ملتزمون بخصوصية عملائنا، وجعلهم يتحكمون في بياناتهم والتأكد من أن أوفيس برو بليوس ومنتجات وخدمات مايكروسوفت الأخرى تتوافق مع» القانون العام لحماية البيانات«والقوانين الأخرى السارية. نحن نقدر الفرصة لمناقشة ممارسات معالجة البيانات التشخيصية لدينا في أوفيس برو بليوس مع وزارة العدل الهولندية ونتطلع إلى حل ناجح لأي مخاوف». أثرت مشكلة بيانات خصوصية المستخدم على اشتراكات برو بليوس في مايكروسوفت أوفيس 2016 ومايكروسوفت «أوفيس 365»، بما في ذلك الإصدار عبر الإنترنت من مايكروسوفت «أوفيس 365».

## تاريخ الإصدارات

### إصدارات ويندوز

#### مايكروسوفت أوفيس لنظام التشغيل ويندوز
بدأ مايكروسوفت أوفيس لـ ويندوز في أكتوبر 1990 كحزمة من ثلاثة تطبيقات مصممة لـ مايكروسوفت ويندوز 3.0: مايكروسوفت وورد لـ ويندوز 1.1 ومايكروسوفت إكسل لنظام التشغيل ويندوز 2.0 ومايكروسوفت باوربوينت لنظام التشغيل ويندوز 2.0.
قام مايكروسوفت أوفيس لـ ويندوز 1.5 بتحديث المجموعة باستخدام مايكروسوفت إكسل 3.0.
الإصدار 1.6 أضاف مايكروسوفت البريد إلكتروني لشبكات الكمبيوتر 2.1 إلى الحزمة.

#### مايكروسوفت أوفيس 3.0
تم إصدار مايكروسوفت أوفيس 3.0، المعروف أيضًا باسم مايكروسوفت أوفيس 92، في 30 أغسطس 1992 واحتوى على وورد 2.0 وإكسل 4.0 وباوربوينت 3.0 وميل 3.0. كان هذا هو الإصدار الأول من أوفيس الذي تم إصداره أيضًا على قرص مضغوط. في عام 1993، تم إصدار مايكروسوفت أوفيس الاحترافي، والذي أضاف مايكروسوفت أكسس 1.1.

#### مايكروسوفت أوفيس 4.x.
تم إصدار مايكروسوفت أوفيس 4.0 الذي يحتوي على وورد 6.0 وإكسل 4.0a وباوربوينت 3.0 وميل في عام 1993. قفز رقم إصدار وورد من 2.0 إلى 6.0 بحيث يكون له نفس رقم الإصدار مثل إصدارات «إم إس- دوس» و«ماكنتوش» (كان إكسل وباوربوينت مرقمة بالفعل مثل إصدارات «ماكنتوش»).
تم إصدار مايكروسوفت أوفيس 4.2 لنظام التشغيل ويندوز أن تي في عام 1994، والتي تحتوي على وورد 6.0 وإكسل 5.0 (كلاهما 32 بت وباوربوينت 4.0 (16 بت) و«مايكروسوفت أوفيس المدير 4.2» (مقدمة إلى شريط اختصار المكتب)).

#### مايكروسوفت أوفيس 95 و97
تم إصدار مايكروسوفت أوفيس 95 في 24 أغسطس 1995. تم تغيير أرقام إصدارات البرنامج مرة أخرى لإنشاء تكافؤ عبر المجموعة - كل برنامج كان يسمى الإصدار 7.0 مما يعني الكل ما عدا إصدارات وورد المفقودة. تم تصميم أوفيس لـ ويندوز 95 كإصدار كامل 32 بت لمطابقة ويندوز 95 على الرغم من أن بعض التطبيقات لم تكن مجمعة كجزء من المجموعة في ذلك الوقت - يحتوي بوبليشر لنظامي التشغيل ويندوز 95 وبروجكت 95 على بعض المكونات ذات 16 بت على الرغم من أن البرنامج الرئيسي قابل للتنفيذ كان 32 بت. كان أوفيس 95 متاحًا في نسختين، أوفيس 95 «المعياري» وأوفيس 95 «احترافي».
الشعار المستخدم في أوفيس 95 في أوفيس 97 و2000 وإكس بي يعود يستخدم مايكروسوفت أوفيس 98 إصدار «ماكنتوش» أيضًا شعارًا مشابهًا.
تضمن مايكروسوفت أوفيس 97 (أوفيس 8.0) المئات من الميزات والتحسينات الجديدة، مثل تقديم أشرطة الأوامر، وهو نموذج يتم فيه جعل القوائم وأشرطة الأدوات أكثر تشابهًا في القدرة والتصميم المرئي. يتميز أوفيس 97 أيضًا بأنظمة اللغة الطبيعية والتدقيق النحوي. كان أوفيس 97 هو الإصدار الأول من أوفيس الذي يتضمن مساعد أوفيس. في البرازيل، كان أيضًا الإصدار الأول الذي يقدم معالج التسجيل، وهو مقدمة لتنشيط منتج مايكروسوفت. مع هذا الإصدار، انتقلت التطبيقات المصاحبة، بروجكت 98 وبوبليشر 98 أيضًا إلى إصدارات 32 بت بالكامل.

#### مايكروسوفت أوفيس 2000 إلى 2003
قدم مايكروسوفت أوفيس 2000 (أوفيس 9.0) قوائم تكيفية، حيث تم إخفاء الخيارات قليلة الاستخدام عن المستخدم. كما قدمت ميزة أمان جديدة، مبنية على التواقيع الرقمية، لتقليل تهديد فيروسات الماكرو. يثق أوفيس 2000 تلقائيًا في وحدات الماكرو (المكتوبة في فيجوال بيسك للتطبيقات 6) التي تم توقيعها رقميًا من المؤلفين الذين تم تعيينهم مسبقًا على أنهم موثوق بهم. ظل معالج التسجيل، وهو مقدمة لتنشيط منتج مايكروسوفت، في البرازيل وتم تمديده أيضًا إلى أستراليا ونيوزيلندا، وإن لم يكن للإصدارات المرخصة بكميات كبيرة. ظهرت أيضًا البرامج الأكاديمية في الولايات المتحدة وكندا في معالج التسجيل.
إصدرت مايكروسوفت أوفيس إكس بي (أوفيس 10.0 أو أوفيس 2002) بالتزامن مع ويندوز إكس بي، وكان ترقية رئيسية مع العديد من التحسينات والتغييرات على أوفيس 2000. قدم مايكروسوفت أوفيس إكس بي ميزة «وضع الآمن»، والتي تسمح للتطبيقات مثل آوتلوك بالعمل وتجاوز تسجيل خاطئ أو خلل في الوظيفة الإضافية. «العلامة الذكية» هي تقنية تم تقديمها مع مايكروسوفت أوفيس إكس بي في وورد وإكسل وتوقفت في أوفيس 2010. يتضمن مايكروسوفت أوفيس إكس بي قدرات متكاملة لإملاء النص والأوامر الصوتية، فضلاً عن التعرف على خط اليد. كان الإصدار الأول الذي يتطلب «تنشيط منتج» مايكروسوفت في جميع أنحاء العالم وفي جميع الإصدارات كإجراء لمكافحة القرصنة، مما أثار جدلاً واسع النطاق. ظل «تنشيط المنتج» غائبًا عن إصدارات أوفيس لـ ماك حتى تم تقديمه في أوفيس 2011 لنظام التشغيل ماك.
تم إصدار مايكروسوفت أوفيس 2003 (أوفيس 11.0) في عام 2003. وقد ظهر بشعار جديد. ظهر تطبيقان جديدان لأول مرة في أوفيس 2003: مايكروسوفت «أنفو باث» و«ون نوت». إنها النسخة الأولى التي تستخدم أيقونات جديدة أكثر ملونة. يوفر آوتلوك 2003 وظائف محسنة في العديد من المجالات، بما في ذلك مصادقة كيربيروس أوآر بي سي عبر إتش تي تي بي ووضع «تبادل مخفي» و«عامل تصفية» كمحسّن للبريد غير الهام.

#### مايكروسوفت أوفيس 2007
تم إصدار مايكروسوفت أوفيس 2007 (أوفيس 12.0) في عام 2007. تتضمن ميزات أوفيس 2007 الجديدة واجهة مستخدم رسومية جديدة تسمى «واجهة المستخدم الطلقة»، لتحل محل القوائم وأشرطة الأدوات التي كانت حجر الزاوية في أوفيس منذ إنشائها كعناصر تحكم «بشريط أدوات مبوب»، يُعرف باسم الشريط؛ تنسيقات ملفات جديدة تستند إلى اكس أم ال تسمى «أوفيس أوبن إكس إم إل»؛ وإدراج «جروف» وهو تطبيق برمجي تعاوني.

#### مايكروسوفت أوفيس 2010
تم الانتهاء من إنجاز مايكروسوفت أوفيس 2010 (أوفيس 14.0، نظرًا لتخطي مايكروسوفت 13.0) في 15 أبريل 2010 وإتاحته للمستخدمين في 15 يونيو 2010. تشمل الميزات الرئيسية لـ أوفيس 2010 قائمة ملف «باك ستيج» وأدوات التعاون الجديدة وشريط قابل للتخصيص، عرض محمي ولوحة تنقل. هذا هو الإصدار الأول الذي يتم شحنه في متغيرات 32 بت و64 بت. تميز مايكروسوفت أوفيس 2010 بشعار جديد يشبه شعار 2007 باللون الذهبي مع تعديل في الشكل.
أصدرت مايكروسوفت حزمة الخدمات 1 لـ أوفيس 2010 في 28 يونيو 2011 وحزمة الخدمات 2 في 16 يوليو 2013.

#### مايكروسوفت أوفيس 2013
تم إصدار معاينة تقنية لـ مايكروسوفت أوفيس 2013 (النسخة 15.0.3612.1010) في 30 يناير 2012، وتم توفير إصدار معاينة العميل للمستهلكين في 16 يوليو 2012. يتميز بواجهة تطبيق مُجددة ؛ تعتمد الواجهة على Metro، واجهة ويندوز فون وويندوز 8. تلقى مايكروسوفت آوتلوك التغييرات الأكثر وضوحًا حتى الآن ؛ على سبيل المثال، توفر واجهة Metro تصورًا جديدًا للمهام المجدولة. يتضمن باوربوينت المزيد من القوالب وتأثيرات الانتقال، ويتضمن ون نوت شاشة البداية الجديدة. في 16 مايو 2011، تم الكشف عن صور جديدة لـ أوفيس 15 تظهر برنامج إكسل مع أداة لتصفية البيانات في جدول زمني، والقدرة على تحويل الأرقام الرومانية إلى أرقام عربية، وتكامل الدوال المثلثية المتقدمة. في وورد، تم تنفيذ القدرة على إدراج الفيديو والصوت عبر الإنترنت وكذلك بث المستندات على الويب. لقد وعدت مايكروسوفت بدعم «أوفيس أوبن إكس إم إل ستريكت» بدءًا من الإصدار 15، وهو تنسيق قدمته مايكروسوفت إلى المنظمة الدولية للمعايير للتشغيل البيني مع مجموعات المكاتب الأخرى، وللمساعدة في التبني في القطاع العام. يمكن لهذا الإصدار قراءة وكتابة أوبن ديكيومنت (نسق المستند المفتوح) 1.2 (ويندوز فقط).
في 24 أكتوبر 2012، تم إصدار أوفيس 2013 «للتصنيع المهني - إضافة» وتم توفيره لمشتركي تك نت وأم أس دي أن للتنزيل. في 15 نوفمبر 2012، تم إصدار النسخة التجريبية لمدة 60 يومًا للتنزيل العام. تم إصدار أوفيس 2013 للتوافر العام في 29 يناير 2013.
تم إصدار حزمة الخدمات 1 لـ أوفيس 2013 في 25 فبراير 2014.

#### مايكروسوفت أوفيس 2016
في 22 يناير 2015، أعلنت مدونة مايكروسوفت أوفيس أن الإصدار التالي من المجموعة لسطح مكتب ويندوز مايكروسوفت أوفيس 2016 قيد التطوير. في 4 مايو 2015، تم إصدار معاينة عامة لـ مايكروسوفت أوفيس 2016. تم إصدار أوفيس 2016 لنظام التشغيل «ماك أو إس إكس» في 9 يوليو 2015  وللنظام ويندوز في 22 سبتمبر 2015.

#### مايكروسوفت أوفيس 2019
في 26 سبتمبر 2017، أعلنت مايكروسوفت أن الإصدار التالي من مجموعة برامج سطح مكتب ويندوز مايكروسوفت أوفيس 2019 قيد التطوير. في 27 أبريل 2018، أصدرت مايكروسوفت «أوفيس 2019» المعاينة التجارية لنظام التشغيل ويندوز 10. تم إصداره للتوافر العام لنظامي التشغيل ويندوز 10 و«ماك أو إس» في 24 سبتمبر 2018.

#### مايكروسوفت أوفيس 2021
في 18 فبراير 2021، أعلنت شركة مايكروسوفت أن الإصدار التالي من مجموعة أجهزة سطح مكتب ويندوز مايكروسوفت أوفيس 2021 قيد التطوير. سيتم دعم هذا الإصدار الجديد لمدة خمس سنوات فقط وسيتم إصداره في النصف الثاني من عام 2021.

### إصدارات أخرى
تتوفر مايكروسوفت إصدارات أوفيس أخرى: الإصدارات الخاصة بالماك، إصدارات أوفيس للتليفون المحمول  وإصدارات عبر الإنترنت.

## تاريخ الشعار

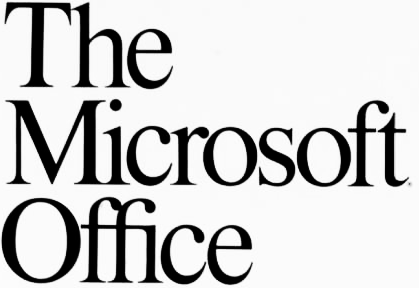
1990
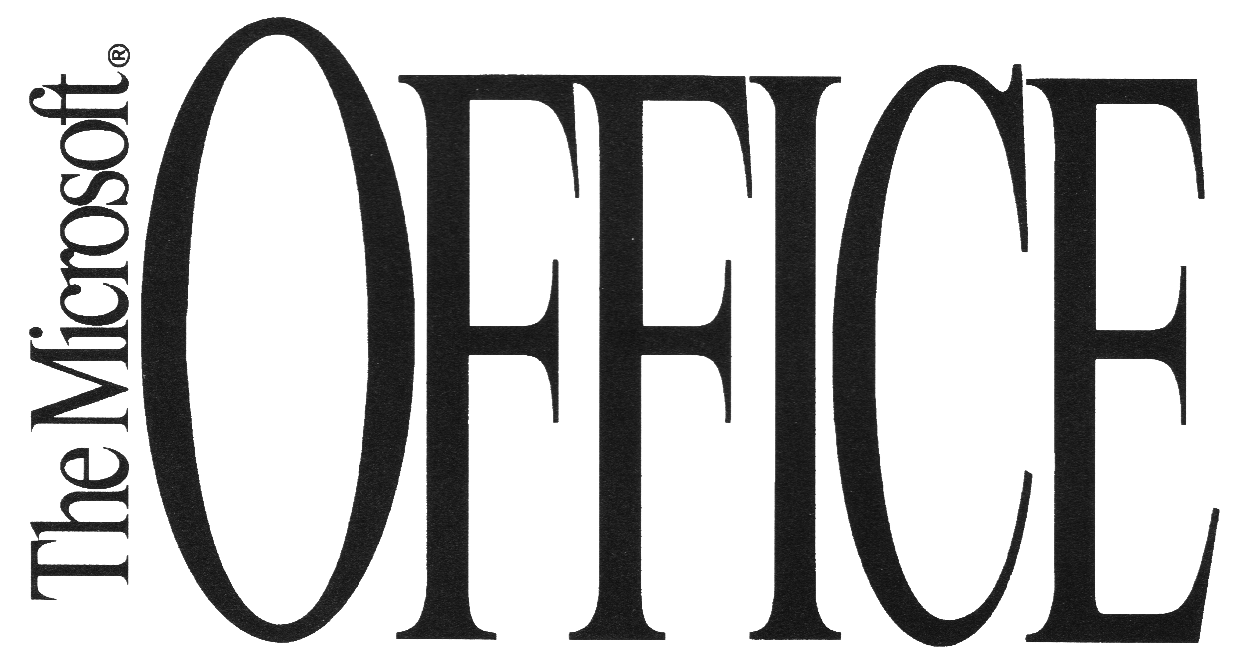
1992
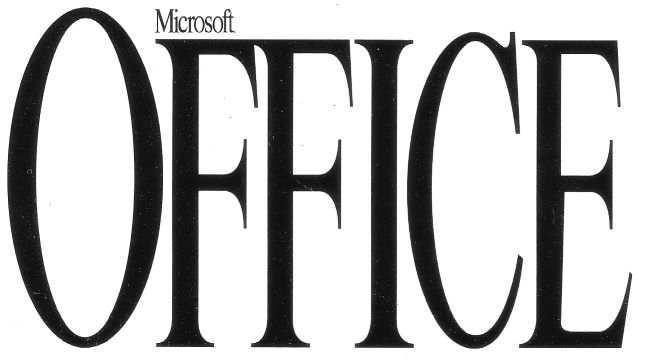
1994
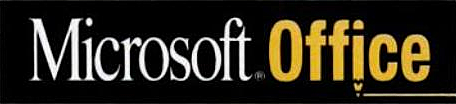
1994 (بديل)
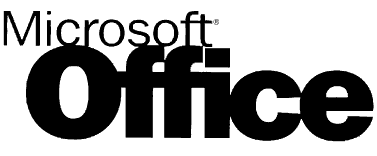
1995
2003
2007
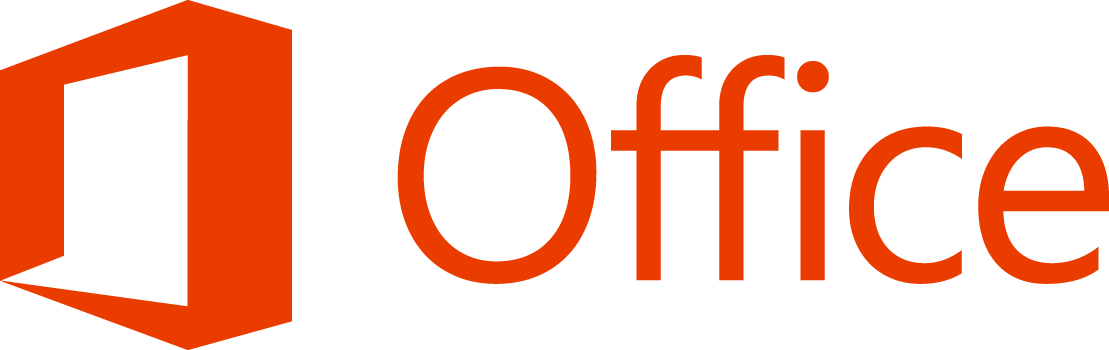
2013
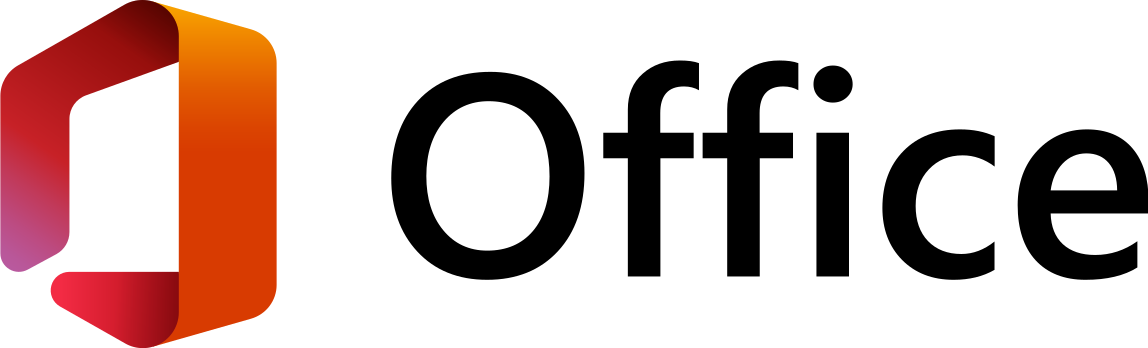
2019

## وصلات خارجية
- الموقع الرسمي